# An Experiment In Terror
An Experiment In Terror è un singolo promozionale del supergruppo Fantômas pubblicato in Australia nel 2001 per promuovere l'album The Director's Cut.

## Tracce
1. An Experiment In Terror (Radio Edit) – 2:23 (Henry Mancini)
2. Spider Baby – 2:26 (Ronald Stein)